# Villamanrique (kommunhuvudort)
Villamanrique är en kommunhuvudort i Spanien.   Den ligger i provinsen Provincia de Ciudad Real och regionen Kastilien-La Mancha, i den centrala delen av landet, 220 km söder om huvudstaden Madrid. Villamanrique ligger 855 meter över havet och antalet invånare är 1 506.
Terrängen runt Villamanrique är huvudsakligen platt, men den allra närmaste omgivningen är kuperad. Terrängen runt Villamanrique sluttar västerut. Runt Villamanrique är det mycket glesbefolkat, med 4 invånare per kvadratkilometer. Närmaste större samhälle är Albaladejo, 18,3 km öster om Villamanrique. Omgivningarna runt Villamanrique är i huvudsak ett öppet busklandskap.